# Acrocladium
Acrocladium es un género de musgos hepáticos perteneciente a la familia Amblystegiaceae. Contiene 11 especies descritas y de estas, solo 3 aceptadas:

## Taxonomía
El género fue descrito por William Mitten y publicado en Journal of the Linnean Society, Botany 12: 531. 1869. La especie tipo es: Acrocladium auriculatum (Mont.) Mitt.	

## Especies
- Acrocladium auriculatum (Mont.) Mitt.
- Acrocladium cordifolium (Hedw.) P.W. Richards & E.C. Wallace
- Acrocladium giganteum (Schimp.) P.W. Richards & E.C. Wallace